# Thyasiridae
Die Thyasiridae sind eine Muschel-Familie aus der Ordnung der Lucinoida in der Teilklasse Heterodonta. Viele Arten der Familie leben in Symbiose mit chemoautotrophen Bakterien in den Kiemen. Derzeit sind etwa 130 Arten bekannt.

## Merkmale
Die gleichklappigen, aufgeblähten oder auch sehr flachen Gehäuse sind meist klein (wenige Millimeter bis Zentimeter), und im Umriss rundlich, eiförmig, schief-eiförmig, gerundet-rhomboidal oder auch gerundet-polygonal. Sie können höher als breit oder auch deutlich länger als hoch sein. Sie sind gleichseitig oder annähernd gleichseitig, bis deutlich ungleichseitig, die Wirbel sitzen vor der Mittellinie. Das Ligament ist meist schmal. Im Schloss sind Zähne meist nur angedeutet, oft ist das Schloss auch zahnlos. Der Mantel ist nicht eingebuchtet. Es sind zwei Schließmuskeln vorhanden.
Die Schale ist meist dünn, oft durchscheinend oder transparent. Es sind nur konzentrische Anwachsstreifen vorhanden.

## Geographische Verbreitung, Lebensraum und Lebensweise
Die Familie ist weltweit verbreitet. Die Arten leben im tieferen Wasser auf bzw. in  weichen, sauerstoffarmen und sulfidreichen Böden. 
Die Tiere legen im Sediment eine Röhre an, die in etwa die Länge des Gehäuses hat. Diese wird innen mit Schleim befestigt; der Schleim wird von der Drüsen am Fuß gebildet. Die Röhre dient nicht nur zum Schutz und zum Wohnen, sondern wird auch als Einströmöffnung für das Atemwasser und z. T. auch für die Nahrung benutzt. Der Fuß dient zum Graben und ist sehr beweglich. Er kann bis auf die zehnfache Gehäuselänge ausgestreckt werden.
Die kleinen Muscheln treten vermehrt in der Nähe von Walstürzen auf. Bei einem solchen im Kosterfjord wurden die Spezies Thyasira sarsi und Thyasira equalisan nachgewiesen.

## Taxonomie

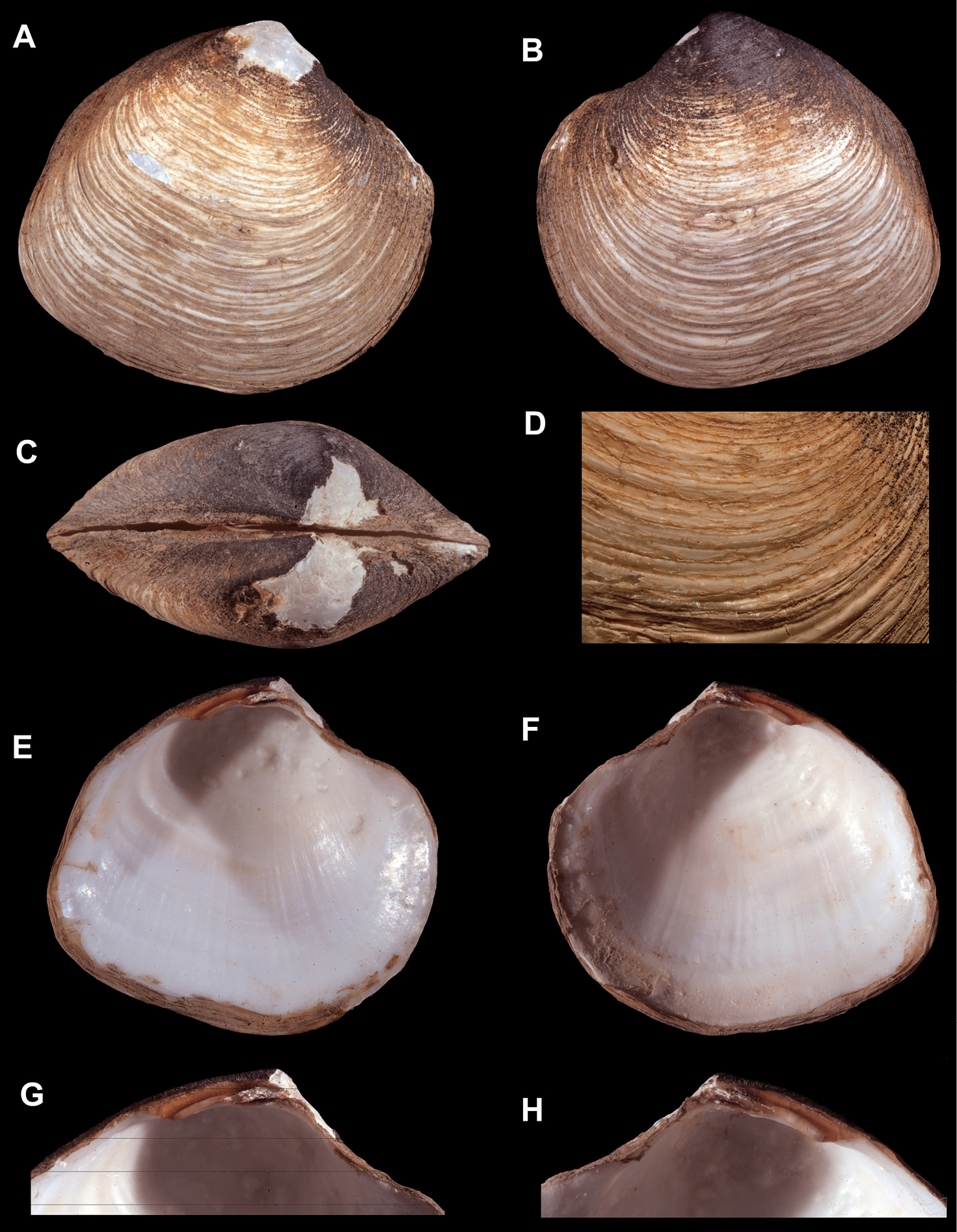
Maorithyas hadalis

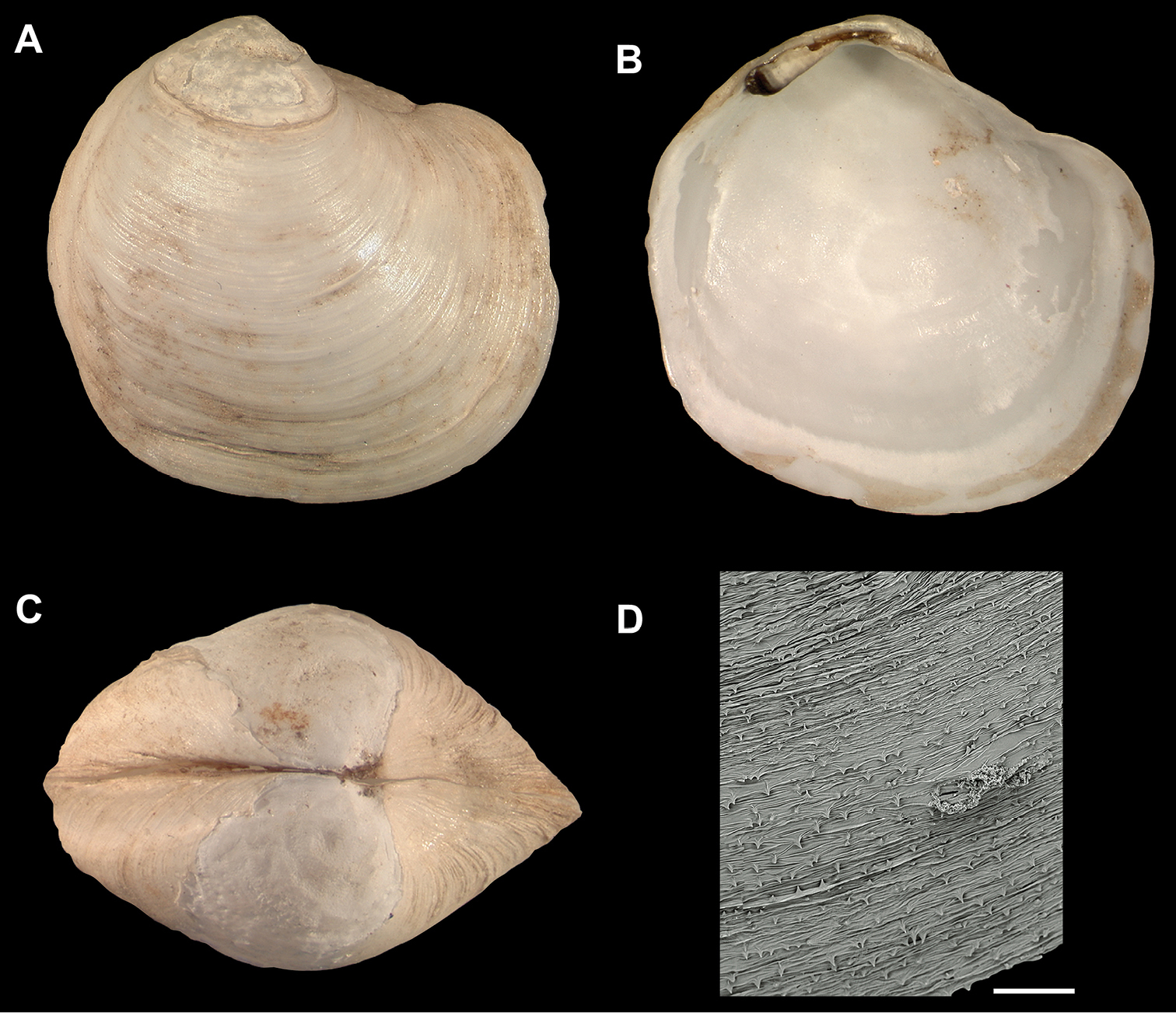
Spinaxinus sentosus

Das Taxon wurde von William Healey Dall 1900 aufgestellt. Derzeit (2016) werden folgende Gattungen zur Familie gestellt:
- - Adontorhina Berry, 1947
  - Ascetoaxinus Oliver & Frey, 2014
  - Axinodon Verrill & Bush, 1898
  - Axinopsida Keen & Chavan in Chavan, 1951
  - Axinulus Verrill & Bush, 1898
  - Axinus J. Sowerby, 1821
  - Channelaxinus Valentich-Scott & Coan, 2012
  - Conchocele Gabb, 1866
  - Genaxinus Iredale, 1930
  - Leptaxinus Verrill & Bush, 1898
  - Maorithyas C. A. Fleming, 1950
  - Mendicula Iredale, 1924
  - Ochetoctena Oliver, 2014
  - Odontogena Cowan, 1964
  - Parathyasira Iredale, 1930
  - Prothyasira Iredale, 1930
  - Spinaxinus Oliver & Holmes, 2006
  - Tauraxinus Sacco, 1901
  - Thyasira Lamarck, 1818
    - Gewöhnliche Faltenmuschel (Thyasira flexuosa (Montagu, 1803))

  - †Wallerconcha Valentich-Scott & C. L. Powell, 2014

## Belege